# Red Muqui
Das Netzwerk (Red) Muqui ist ein Zusammenschluss von 27 peruanischen Organisationen auf nationaler und auf Gemeindeebene. Diese Organisationen arbeiten für eine nachhaltige Entwicklung, für den Umweltschutz und für die Ausübung und den Schutz der Rechte der Bevölkerung, die in von Bergbau-Projekten betroffenen Gebieten lebt.
Das Büro des Netzwerks befindet sich in Lima (Peru).